# Lood de Jager
Lood de Jager (nombre de nacimiento, Lodewyck; Alberton, 17 de diciembre de 1992) es un jugador de rugby sudafricano que actualmente juega para Sale Sharks de la Aviva Premiership, y para los Springboks a nivel internacional. Su posición regular es la de segunda línea.
de Jager se consagró campeón del mundo en Japón 2019.

## Carrera

### Clubes
En su juventud, jugó para los Leopards y también para el equipo universitario NWU Pukke con sede en Potchefstroom.
En 2012, fue incluido en el equipo para la Currie Cup de 2012, pero no consiguió salir a jugar. Sus actuaciones en el campeonato provincial sub-12 le valieron el traslado a loa Free State Cheetahs y fue incluido en el equipo final de los Cheetahs en la temporada de Super Rugby 2013.
En 2017 es fichado por los Bulls otra franquicia Sudafricana del Super Rugby
En 2019 emigra a Inglaterra para jugar en Sale Sharks

### Internacional
En mayo de 2014, De Jager fue uno de los jugadores nuevos llamados a la selección de rugby de Sudáfrica antes de los internacionales de mediados de año.
Seleccionado para participar con Sudáfrica en la Copa Mundial de Rugby de 2015, salió de titular en el primer partido de la fase de grupos, la histórica derrota 32-35 frente a Japón. En el segundo tiempo, consiguió un try y más tarde fue sustituido por Eben Etzebeth. Fue escogido "Hombre del partido" (Man of the Match) en el Sudáfrica-Escocia de la fase de grupos.
De Jager fue nombrado en el equipo de Sudáfrica para la Copa Mundial de Rugby de 2019. Sudáfrica ganó el torneo y derrotó a Inglaterra en la final.

#### Participaciones en Copas del Mundo
| Mundial                       | Sede       | Resultado     | PJ | Tries |
| ----------------------------- | ---------- | ------------- | -- | ----- |
| Copa Mundial de Rugby de 2015 | Inglaterra | Tercer puesto | 7  | 1     |
| Copa Mundial de Rugby de 2019 | Japón      | Campeón       | 5  | 0     |

## Palmarés y distinciones notables
- Rugby Championship 2019[5]
- Copa Mundial de Rugby de 2019[6]
- Seleccionado para jugar con los Barbarians